# Специальное звание
Специа́льное зва́ние — звание, присваиваемое сотрудникам, состоящим на службе в правоохранительных органах Российской Федерации, а также состоявшим на аналогичной службе в правоохранительных органах Советского Союза в период 1935—1991 годов.

## История
Впервые понятия специальных званий в СССР появились в 1935 году, когда Постановлениями ЦИК СССР № 20 и СНК СССР № 2256 от 7 октября 1935 года они были введены для начальствующего состава ГУГБ НКВД СССР (до этого в органах ОГПУ—НКВД СССР существовали лишь должности, состоя на которых, сотрудники носили знаки различия согласно служебным категориям, к которым данные должности относились).
В 1936 году совместным Постановлением ЦИК и СНК СССР от 26 апреля 1936 года специальные звания были введены и для личного состава Рабоче-крестьянской милиции НКВД СССР.
За годы своего существования в правоохранительной системе СССР специальные звания неоднократно менялись, просуществовав до его распада.
В Российской Федерации специальные звания для сотрудников правоохранительной службы были узаконены 23 декабря 1992 года Постановлением Верховного Совета Российской Федерации № 4202-I.

## Специальные звания по ведомствам России
Сотрудники Государственной фельдъегерской службы, имеющие специальные звания, состоят в кадрах МВД России, в соответствии с чем им присваиваются специальные звания внутренней службы, установленные для сотрудников Министерства внутренних дел Российской Федерации.
Также специальные звания внутренней службы присваиваются сотрудникам Государственной противопожарной службы МЧС России (кроме военнослужащих) и сотрудникам органов и учреждений Федеральной таможенной службы, Федеральной службы исполнения наказаний, а так же Федеральной службы судебных приставов.
Сотрудникам Росгвардии (кроме военнослужащих войск национальной гвардии) присваиваются специальные звания полиции.
Сотрудникам Следственного комитета Российской Федерации и Следственного департамента МВД России  присваиваются специальные звания юстиции.
Перечень специальных званий Российской федерации и таблица их соответствия воинским званиям и классным чинам содержатся в «Таблице соотношения классных чинов федеральной государственной гражданской службы, воинских и специальных званий, классных чинов юстиции», утверждённой Указом Президента Российской Федерации от 7 июня 2011 года № 720.
Специальные звания присваиваются и в казачьих обществах.